# Handbojor

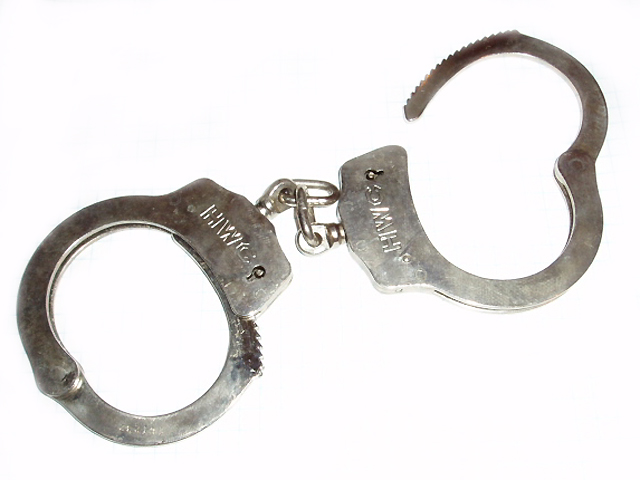
Handbojor.

Handbojor, handfängsel, handklovar, är en typ av bojor för att låsa fast en persons händer. Detta används först och främst i Sverige av Polisen, Kriminalvården, Kustbevakning, Tullverket, väktare, ordningsvakter och skyddsvakter vid omhändertagande/gripande av stökiga personer. I kriminalvården används de även för att förhindra rymning vid transporter med mera. Endast godkända handfängsel får användas i yrkesutövning i Sverige.  
I Sverige finns ingen lag som inskränker bärandet av handbojor. Användande av handbojor vid gripande med stöd av envarsrätten får ske under förutsättning att man beaktar proportionalitetsprincipen innan man belägger någon med handfängsel. Möjlig brottsrubricering vid oförsvarligt användande torde vara olaga frihetsberövande, misshandel eller vållande till kroppsskada.